# Ministerio de Educación (El Salvador)
El Ministerio de Educación, Ciencia y Tecnología bajo las siglas MINEDUCYT, es un Ministerio de Gobierno de El Salvador encargado de la educación. La educación en El Salvador, de acuerdo con la Constitución de la República, es un derecho inherente a la persona humana; y en consecuencia, es obligación y finalidad primordial del Estado su conservación, fomento y difusión. Y es por eso que el Estado debe propiciar la investigación y el quehacer científico.

## Reformas educativas
Durante la administración de Maximiliano Hernández Martínez se produce la primera Reforma Educativa oficial de El Salvador. Se introdujeron nuevos planes y programas de estudios divididos en diez jornalizaciones por año, cada una con su propio objetivo. Se potenció el manejo de las correlaciones y se desarrolló un proceso acelerado de capacitación docente. Al igual que en esta administración esta reforma puso énfasis en el componente de calidad.

## Actualidad
Se lanzó en 2004 en Plan 2021, que sirve de guía para llevar la educación salvadoreña a un nivel adecuado para las nuevas generaciones, este plan tiene los siguientes objetivos:
1. Compite: Programa de competencias de inglés.
2. Comprendo: Competencias de lectura y matemática para primer ciclo de Educación Básica.
3. Conéctate: Oportunidad de acceso a la tecnología.
4. Edifica: Mejora de la infraestructura escolar.
5. Educame: Acceso de educación de educación media a la población.
6. Juega Leyendo: proceso de apoyo a la educación inicial y parvularia.
7. Megatec: educación técnica y tecnológica en áreas de desarrollo.
8. Poder: promoción integral de la juventud salvadoreña.
9. Redes Escolares Efectivas: apoyo educativo a los 100 municipios más pobres del país
10. Todos iguales: Programa de atención a la diversidad.

## Presupuesto
La asignación para el Ministerio de Educación se eleva a $1,320.4 millones lo que representa el 5% del PIB; de los cuales se destinará recursos para cubrir el 100% del escalafón Docente y Administrativo; contratación de 80 docentes de los Centros de Desarrollo Infantil del ISNA; fortalecimiento de la Educación de la Primera Infancia, Educación Básica y Tercer Ciclo y Media; Programa de Inversión para la reducción de brecha digital en Centros Escolares, que comprende la dotación de computadoras a alumnos de todo el sistema educativo, y mejoramiento y digitalización de escuelas en todo el país.

## Programa "Dos Escuelas por Día"

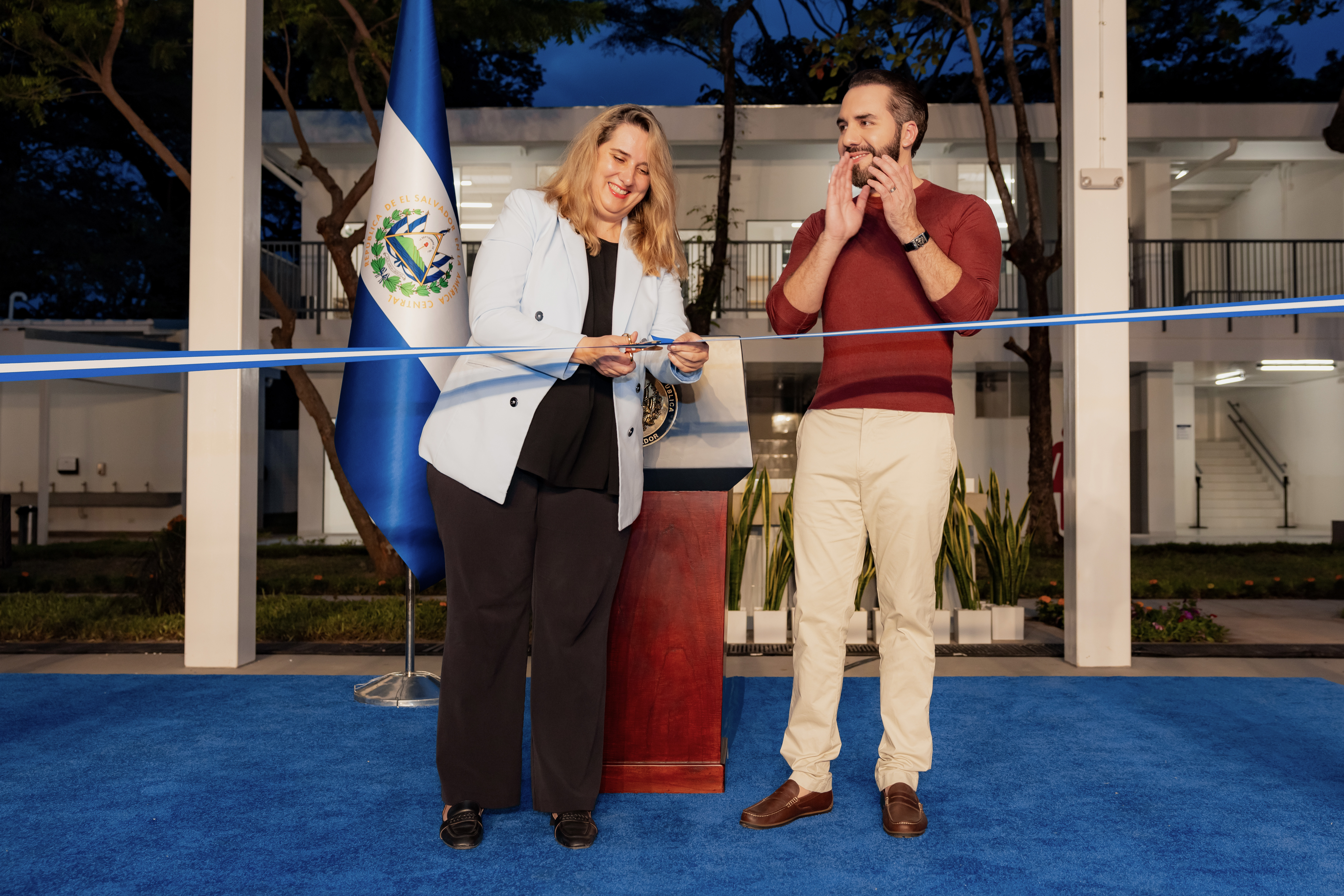
Nayib Bukele durante el lanzamiento del programa "Dos escuelas por día".

El 22 de mayo de 2025, Nayib Bukele anunció el programa "Dos Escuelas por Día", una iniciativa sin precedentes en la región centroamericana que surgió como reformulación estratégica del anterior programa "Mil Escuelas por Año", tras descubrir que las condiciones reales de los centros educativos nacionales eran significativamente peores que las registradas oficialmente. Este programa único en su alcance contempla intervenciones integrales que incluyen renovación estructural completa, aulas con sistemas de ventilación avanzada, espacios para primera infancia, canchas multifuncionales, conexión a internet, biodigestores, plantas de tratamiento de aguas, energía solar, áreas verdes recreativas, cocinas y comedores escolares modernos, además de rampas de accesibilidad universal, estableciendo un nuevo estándar regional para la infraestructura educativa pública.
La singularidad del programa radica también en su componente de transparencia radical mediante el portal web dosescuelasxdia.com, que constituye la primera plataforma gubernamental en Centroamérica que actualiza diariamente el progreso de obras públicas educativas con registro fotográfico, montos de inversión específicos, empleos generados y cronogramas detallados. Esta herramienta de rendición de cuentas en tiempo real representa una innovación en gobierno abierto que trasciende las prácticas tradicionales de gestión pública en la región, estableciendo un precedente único para la democratización del acceso a información gubernamental y la digitalización de la transparencia en proyectos de infraestructura educativa a gran escala.